# Panamese maskerzanger
De Panamese maskerzanger (Geothlypis chiriquensis) is een zangvogel uit de familie Parulidae (Amerikaanse zangers).

## Verspreiding en leefgebied
Deze soort komt voor in zuidwestelijk Costa Rica en westelijk Panama.